# Кравченко, Андрей Сергеевич (автогонщик)
Андрей Сергеевич Кравченко (3 декабря 1980, Донецк, УССР, СССР) — украинский автогонщик, рекордсмен выступающий в дисциплине дрэг-рейсинг. Многократный победитель Чемпионата Украины по дрэгу. Первым в СНГ проехал 402 метра быстрее 8 а затем и 7 секунд.

## Достижения в гонках
В автомобильных гонках Андрей участвовал еще с 21 года на автомобиле Skoda Octavia. В 23 года у Андрея появился спорткар Subaru Impreza WRX, с которым Андрей начал выступать профессионально. Позже у него были многие другие спорткары которые чаще всего он использовал для заездов в дрэге. Сейчас у Андрея TopSpeed ProMod PM100 RWD мощностью более 3600 лошадиных сил. Выступает в собственной команде TopSpeed. Удерживает второе место в Европе среди полноприводных автомобилей установленный на Nissan Skyline R32 AWD со временем 7.437сек установленным в Англии, на трассе SantaPod. В 2014 году, в чемпионате RDRC, занимает 1-е место на 4 этапе в Гродно и 1-е место на 5 этапе в Евпатории, в том же чемпионате в 2015 году занимает 1-е место на 5 этапе в Грозном.
В настоящее время Андрей выступает за свою команду «TopSpeed» на автомобиле Topspeed Promod PM100 на котором и установил свой личный рекорд а также рекорд СНГ проехав 402 метра за 6.115сек на скорости 367кмч.

## Краткая биография
Родился Андрей Кравченко 3 декабря 1980 года в Донецке, в семье футболиста Сергея Кравченко, и был старшим сыном в семье, младший брат Кравченко, Сергей Сергеевич последовал по стопам отца и стал футболистом, играл за киевское Динамо, полтавскую Ворсклу и Днепр где был на должности капитана команды.
Андрей же, в период с 1997 по 2002 год, учился в американском университете Vincennes University на факультете
Computer Programming, где и начал свою карьеру программиста создавая сайты для русскоязычных пользователей. Также, вернувшись на родину, Андрей получал образование в КНУ на юридическом а также экономическом факультете. На данный момент проживает в Киеве.

## Карьера
Первой работой Андрея была разработка развлекательных веб-сайтов для русскоязычного интернета, еще во времена своей учебы он создавал довольно успешные сайты которые входили в топ-3 развлекательных сайта Рунета по посещамостии соперничали с анекдот.ру (обгоняя его). После работы с проектом fomenko.ru — работал в Mail.Ru топ менеджером развлекательных проектов. Делал сайт мэру Донецка Лукьянченко Александру, а также другие сайты для городской администрации.
21 октября 2005 года основал компанию TopSpeed которая занимается продажей деталей для автомобильного тюнинга и настройкой гоночных и спортивных автомобилей. Знания с автоспорта помогают Андрею в понимании что и как нужно продавать на рынке автомобильного тюнинга. В том же году основывает спортивную команду под названием «TopSpeed» для участия в гонках на ускорение. Компания до сих пор продолжает работать и развиваться оставаясь самой популярной на просторах СНГ благодаря спортивной команде и ее рекордам.